# Бокучава, Александр Миронович
Александр Миронович Бокучава (груз. ალექსანდრე ბოკუჩავა; 12 июня, 1947 — 22 июля, 2005) — грузинский шахматист, мастер спорта СССР (1964), заслуженный тренер Грузии (1984).
Чемпион Грузии 1971 года. Ещё три раза становился призёром. В Кубке Грузии занял второе место (1973). Работал в шахматной школе Тбилисского Дворца пионеров, носящей имя его тренера Вахтанга Карселадзе.